# Cistercitski samostan i opatija u Topuskom
Cistercitski samostan i opatija u Topuskom su bili rimokatolički samostan s crkvom i opatijom u Topuskom. Pripadali su redu cistercita.

## Povijest
Hrvatsko-ugarski kralj Andrija II. početkom 13. st. dao je cistercitima određene povlastice, i oni se nastanjuju u samostanu na mjestu gdje je danas perivoj Opatovina. Godine 1334. povijesni dokumenti spominju prvu crkvu u Topuskom, crkvu sv. Nikole, koja se je nalazila na Nikolinu brdu. Cistercitski samostan i opatija s početka 13. st. s veličanstvenom samostanskom crkvom Blažene Djevice Marije zaštitni su znak topuskog kraja.
Cisterciti su pod turskom prijetnjom otišli iz Topuskog, a kralj Ferdinand I. prava opatije dodjeljuje 1558. zagrebačkim biskupima. Turci su ipak 1556. zauzeli imanje topuske opatije, a cistercitski samostan i crkvu razorili su topovima 1565. godine. Predaja kaže da je po tom događaju Topusko dobilo naziv. Nakon Turaka, 1784. godine Topusko je došlo pod upravu Vojne krajine. Od samostana i opatije preostalo je jedino gotičko pročelje crkve visoko 23 m.